# Diptilon aterea
Diptilon aterea là một loài bướm đêm thuộc phân họ Arctiinae, họ Erebidae.